# 8a etapa del Tour de França de 2012

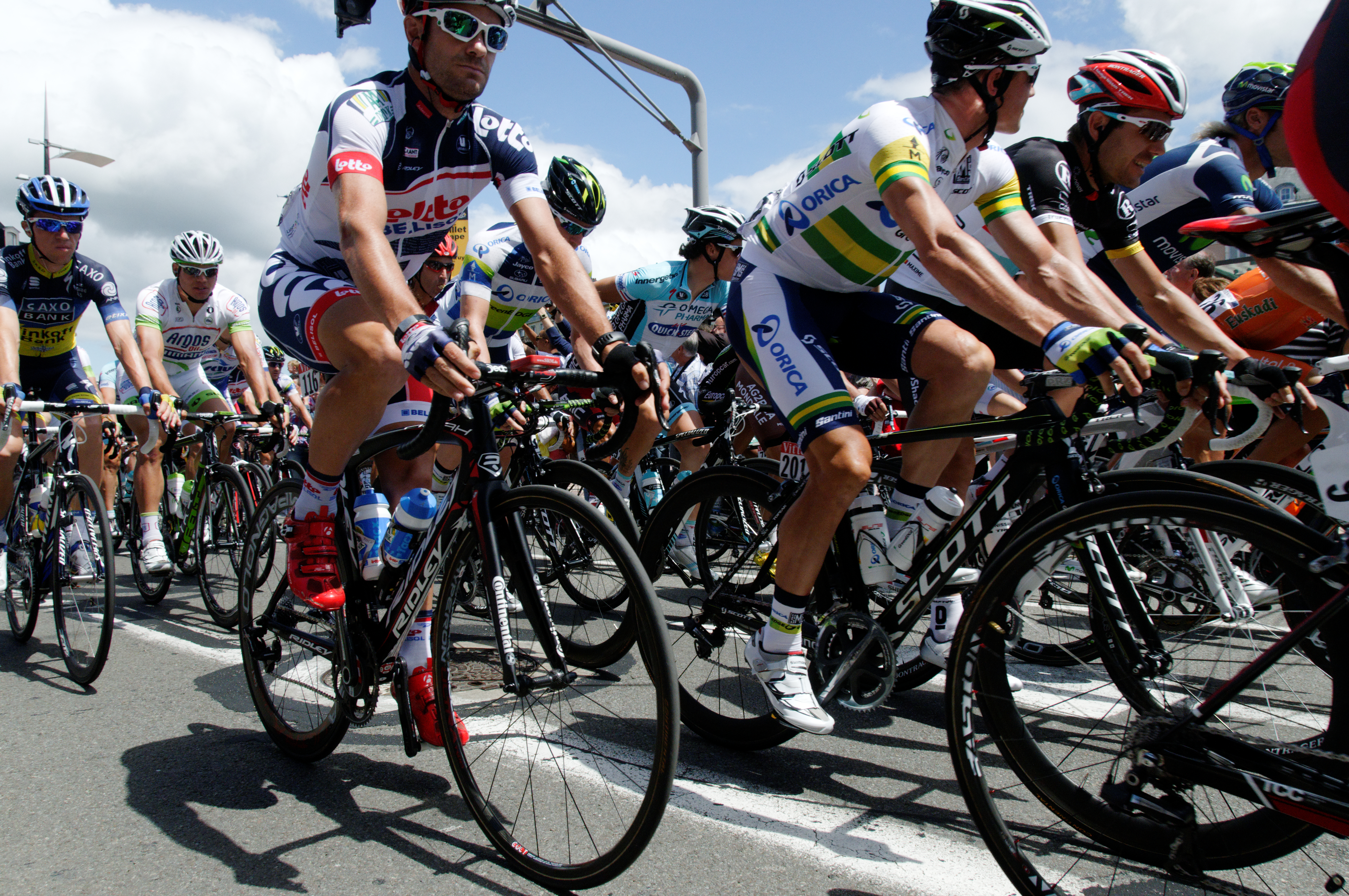
Sortida dels ciclistes a Belfort.

La 8a etapa del Tour de França de 2012 es disputà el diumenge 8 de juliol de 2012 sobre un recorregut de 157,5 km entre les viles de Belfort i Porrentruy, a Suïssa.
L'etapa fou guanyada pel francès Thibaut Pinot (FDJ-BigMat), que arribà en solitari a la meta de Porrentruy. Segon fou Cadel Evans (BMC Racing Team), que arribà a 26", junt al líder i sis corredors més. Bradley Wiggins (Team Sky), Rein Taaramäe (Cofidis) i Peter Sagan (Liquigas-Cannondale) conservaren els lideratges respectius, mentre Fredrik Kessiakoff (Astana Qazaqstan Team) es va fer amb el de la muntanya i el RadioShack-Nissan amb la classificació per equips.

## Perfil de l'etapa
La sortida es fa a Belfort, des d'on els ciclistes prenen direcció sud, cap al Doubs. A partir del quilòmetre 15 el recorregut comença a ser ascendent i són set les dificultats puntuables que han de superar els ciclistes en menys de 150 km. La primera és la cota de Bondeval, al quilòmetre vint, de quarta categoria, per enllaçar, dotze quilòmetres després, amb el pas de la Douleur, de tercera categoria. Tot seguit els ciclistes enllacen quatre ports de segona categoria de manera consecutiva, sent la primera la cota de Maison-Rouge, la més llarga del dia. Tot seguit l'etapa es dirigeix cap a l'est, per entrar a Suïssa, al cantó del Jura. La cota de Saignelégier i la cota de Saulcy precedeixen l'esprint situat a Genevez. Després d'un llarg descens arriben les dues darreres ascensions del dia, la cota de la Caquerelle, de segona, i el coll de la Croix, de primera categoria. Aquest darrer port es troba a tan sols 16 quilòmetres de l'arribada, a Porrentruy.

## Desenvolupament de l'etapa
Primers quilòmetres d'etapa molt moguts, amb diversos intents per formar l'escapada del dia. Un primer grup de 10 ciclistes va ser neutralitzat poc abans de la primera ascensió del dia, la cota de Bondeval, però en els darrers metres Jens Voigt (RadioShack-Nissan) prengué uns metres al capdavant. Juntament amb ell s'uniren diversos ciclistes, però la diferència que obriren era minsa, i al quilòmetre 50 sols era de 20 segons.
Jérémy Roy (FDJ-BigMat) va atacar des del gran grup, unint-se ràpidament al grup de Voigt, mentre que pel darrere Samuel Sánchez (Euskaltel–Euskadi) es veia obligat a abandonar la cursa per culpa d'una caiguda, en què també es veié implicat Alejandro Valverde (Movistar Team), i que li provocà una fractura d'un metacarpià de la mà esquerra. Roy es va unir Fredrik Kessiakoff (Astana Qazaqstan Team) en l'ascensió a la cota de Saignelégier, mentre que pel darrere quedava un grup de 22 ciclistes en persecució seva, i encara més enrere el gran grup. Steven Kruijswijk (Rabobank ProTeam) i Kevin de Weert (Omega Pharma-Quick Step) es van unir temporalment al duet capdavanter, però poc després Kessiakoff marxà en solitari al capdavant. En el darrer port de segona categoria tenia una diferència d'1' 45" sobre el grup perseguidor, format en aquell moment pels francesos Tony Gallopin (RadioShack-Nissan) i Thibaut Pinot, company d'equip de Roy, i el ciclista més jove de la present edició del Tour.
En la darrera ascensió Gallopin perdé contacte amb Pinot, que marxà a la caça i captura de Kessiakoff, qui, totalment esgotat, va ser superat poc abans del cim. En aquell punt Pinot tenia 12 segons sobre Kessiakoff i, tot i que en un primer moment del descens se li apropà, algun ensurt amb la bicicleta va fer que finalment es despengés i fos agafat pel grup del mallot groc. El fort ritme imposat pel Team Sky va fer que fos un grup molt reduït. Jurgen van den Broeck (Lotto-Belisol) i Cadel Evans (BMC Racing Team) agafaren uns metres de distància en el descens, però ràpidament van ser neutralitzats. Finalment la victòria va ser per a Pinot amb 26 segons sobre Evans, Gallopin i la resta del grup. Kessiakoff va aconseguir el mallot de la muntanya, mentre Wiggins mantingué el liderat.

## Esprints
| Primer  | Fredrik Kessiakoff (SWE)   | 20 pts |
| Segon   | Jérémy Roy (FRA)           | 17 pts |
| Tercer  | Laurens ten Dam (NED)      | 15 pts |
| Quart   | Thibaut Pinot (FRA)        | 13 pts |
| Cinquè  | Kevin de Weert (BEL)       | 11 pts |
| Sisè    | Tony Gallopin (FRA)        | 10 pts |
| Setè    | David Moncoutié (FRA)      | 9 pts  |
| Vuitè   | Christophe Kern (FRA)      | 8 pts  |
| Novè    | Robert Kiserlovski (CRO)   | 7 pts  |
| Desè    | Bauke Mollema (NED)        | 6 pts  |
| Onzè    | Chris Anker Sørensen (DEN) | 5 pts  |
| Dotzè   | Steven Kruijswijk (NED)    | 4 pts  |
| Tretzè  | Blel Kadri (FRA)           | 3 pts  |
| Catorzè | Johnny Hoogerland (NED)    | 2 pts  |
| Quinzè  | Dominik Nerz (GER)         | 1 pt   |

| Primer  | Thibaut Pinot (FRA)         | 30 pts |
| Segon   | Cadel Evans (AUS)           | 25 pts |
| Tercer  | Tony Gallopin (FRA)         | 22 pts |
| Quart   | Bradley Wiggins (GBR)       | 19 pts |
| Cinquè  | Vincenzo Nibali (ITA)       | 17 pts |
| Sisè    | Jurgen van den Broeck (BEL) | 15 pts |
| Setè    | Christopher Froome (GBR)    | 13 pts |
| Vuitè   | Denís Ménxov (RUS)          | 11 pts |
| Novè    | Haimar Zubeldia (ESP)       | 9 pts  |
| Desè    | Fränk Schleck (LUX)         | 7 pts  |
| Onzè    | Christopher Horner (USA)    | 6 pts  |
| Dotzè   | Fredrik Kessiakoff (SWE)    | 5 pts  |
| Tretzè  | Nicolas Roche (IRL)         | 4 pts  |
| Catorzè | Chris Anker Sørensen (DEN)  | 3 pts  |
| Quinzè  | Maxime Monfort (BEL)        | 2 pts  |

## Cotes
| Primer | Jens Voigt (GER) | 1 pt |

| Primer | Jens Voigt (GER)           | 2 pts |
| Segon  | Chris Anker Sørensen (DEN) | 1 pt  |

| Primer | Blel Kadri (FRA)           | 5 pts |
| Segon  | David Moncoutié (FRA)      | 3 pts |
| Segon  | Chris Anker Sørensen (DEN) | 2 pts |
| Segon  | Jens Voigt (GER)           | 1 pt  |

| Primer | Jérémy Roy (FRA)         | 5 pts |
| Segon  | Fredrik Kessiakoff (SWE) | 3 pts |
| Segon  | Johnny Hoogerland (NED)  | 2 pts |
| Segon  | Laurens ten Dam (NED)    | 1 pt  |

| Primer | Fredrik Kessiakoff (SWE) | 5 pts |
| Segon  | Thibaut Pinot (FRA)      | 3 pts |
| Segon  | Christophe Kern (FRA)    | 2 pts |
| Segon  | Steven Kruijswijk (NED)  | 1 pt  |

| Primer | Fredrik Kessiakoff (SWE)   | 5 pts |
| Segon  | Thibaut Pinot (FRA)        | 3 pts |
| Segon  | Tony Gallopin (FRA)        | 2 pts |
| Segon  | Chris Anker Sørensen (DEN) | 1 pt  |

- 7. Coll de la Croix. 789m. 1a categoria (km 141,5) (3,7 km al 9,2%)

| Primer | Thibaut Pinot (FRA)         | 10 pts |
| Segon  | Fredrik Kessiakoff (SWE)    | 8 pts  |
| Segon  | Tony Gallopin (FRA)         | 6 pts  |
| Segon  | Jurgen Van den Broeck (BEL) | 3 pts  |
| Segon  | Cadel Evans (AUS)           | 2 pts  |
| Segon  | Vincenzo Nibali (ITA)       | 1 pt   |

## Classificació de l'etapa
|    | Ciclista                    | Equip               | Temps      |
| -- | --------------------------- | ------------------- | ---------- |
| 1  | Thibaut Pinot (FRA)         | FDJ-BigMat          | 3h 56' 10" |
| 2  | Cadel Evans (AUS)           | BMC Racing Team     | + 26"      |
| 3  | Tony Gallopin (FRA)         | RadioShack-Nissan   | + 26"      |
| 4  | Bradley Wiggins (GBR)       | Team Sky            | + 26"      |
| 5  | Vincenzo Nibali (ITA)       | Liquigas-Cannondale | + 26"      |
| 6  | Jurgen Van Den Broeck (BEL) | Lotto-Belisol       | + 26"      |
| 7  | Chris Froome (GBR)          | Team Sky            | + 26"      |
| 8  | Denís Ménxov (RUS)          | Team Katusha        | + 26"      |
| 9  | Haimar Zubeldia (ESP)       | RadioShack-Nissan   | + 26"      |
| 10 | Fränk Schleck (LUX)         | RadioShack-Nissan   | + 30"      |

## Classificació general
|    | Ciclista                    | Equip               | Temps       |
| -- | --------------------------- | ------------------- | ----------- |
| 1  | Bradley Wiggins (GBR)       | Team Sky            | 38h 17' 56" |
| 2  | Cadel Evans (AUS)           | BMC Racing Team     | + 10"       |
| 3  | Vincenzo Nibali (ITA)       | Liquigas-Cannondale | + 16"       |
| 4  | Denís Ménxov (RUS)          | Team Katusha        | + 54"       |
| 5  | Haimar Zubeldia (ESP)       | RadioShack-Nissan   | + 59"       |
| 6  | Chris Froome (GBR)          | Team Sky            | + 1' 32"    |
| 7  | Maxime Monfort (BEL)        | RadioShack-Nissan   | + 2' 08"    |
| 8  | Jurgen van den Broeck (BEL) | Lotto-Belisol       | + 2' 11"    |
| 9  | Nicolas Roche (IRL)         | AG2R La Mondiale    | + 2' 21"    |
| 10 | Rein Taaramäe (EST)         | Cofidis             | + 2' 27"    |

## Classificacions annexes
|    | Ciclista                  | Equip               | Punts   |
| -- | ------------------------- | ------------------- | ------- |
| 1r | Peter Sagan (SVK)         | Liquigas-Cannondale | 217 pts |
| 2n | Matthew Harley Goss (AUS) | Orica-GreenEDGE     | 185 pts |
| 3r | André Greipel (GER)       | Lotto-Belisol       | 172 pts |

|    | Ciclista                 | Equip                 | Punts  |
| -- | ------------------------ | --------------------- | ------ |
| 1r | Fredrik Kessiakoff (SWE) | Astana Qazaqstan Team | 21 pts |
| 2n | Chris Froome (GBR)       | Team Sky              | 20 pts |
| 3r | Cadel Evans (AUS)        | BMC Racing Team       | 18 pts |

|    | Ciclista            | Equip             | Temps       |
| -- | ------------------- | ----------------- | ----------- |
| 1r | Rein Taaramae (EST) | Cofidis           | 38h 20' 23" |
| 2n | Tony Gallopin (FRA) | RadioShack-Nissan | + 46"       |
| 3r | Thibaut Pinot (FRA) | FDJ-BigMat        | + 1' 14"    |

|    | Equip               | Temps        |
| -- | ------------------- | ------------ |
| 1r | RadioShack-Nissan   | 114h 56' 52" |
| 2n | Team Sky            | + 2' 51"     |
| 3r | Liquigas-Cannondale | + 10' 06"    |

## Abandonaments
- Johannes Fröhlinger (Argos-Shimano): no surt.
- Samuel Sánchez (Euskaltel–Euskadi), per culpa d'una fractura a la mà fruit d'una caiguda al km 57.
- Gorka Verdugo (Euskaltel–Euskadi), per culpa de les ferides provocades en la caiguda massiva de la 6a etapa.